# بايرام (أسكو)
بايرام هي قرية في مقاطعة أسكو، إيران. عدد سكان هذه القرية هو 2,671 في سنة 2006.